# Ødem
Ødem (gr. οἴδημα, oidema, "opsvulmet") er en ophobning af væske i kroppens væv. En ældre betegnelse er vattersot.
Generelt er årsagen enten en forøget sekretion af ekstracellulærvæske til cellemellemrummene, eller en formindsket drænering.